# 磯﨑行雄
磯﨑 行雄（いそざき ゆきお、1955年 - ）は、日本の地質学者。東京大学名誉教授。日本地質学会会長。

## 人物・経歴
滋賀出身。1974年滋賀県立膳所高等学校卒業。1978年大阪市立大学理学部卒業。1980年大阪市立大学大学院理学研究科前期博士課程修了。1981年大阪市立大学大学院理学研究科後期博士課程中退、山口大学理学部助手。1987年大阪市立大学理学博士。1992年山口大学理学部助教授。1993年東京工業大学理学部助教授。1995年ハーバード大学客員研究員。1997年東京大学大学院総合文化研究科広域科学専攻准教授。2000年東京大学大学院総合文化研究科広域科学専攻教授。2019年日本地球惑星科学連合フェロー。2020年日本地質学会会長。2021年定年退職、東京大学名誉教授、東京大学大学院総合文化研究科特任研究員。2022年Island Arc Awardを受賞。